# HGTV
HGTV (een afkorting van Home & Garden Television) is een Amerikaanse televisiezender die eigendom is van Warner Bros. Discovery. De zender begon met uitzenden op 30 december 1994 en vertoont realityprogramma's over verbouwingen, vastgoed, interieur en lifestyle.
HGTV kwam vanaf 15 januari 2024 ook beschikbaar in Nederland. Presentatrice Quinty Trustfull is te horen als stem van de zender. In België lanceerde HGTV op 27 maart 2024 via Telenet.
In 2024 is HGTV in meer dan 93 landen te ontvangen.

## Programmering
- House Hunters (1999)
- Dream Home Giveaway (2006)
- House Hunters International (2006)
- Love It or List It (2008)
- Rehab Addict (2010)
- You Live in What? (2012)
- Extreme Homes (2012)
- Beachfront Bargain Hunt (2013)
- Brother vs. Brother (2013)
- Flip or Flop (2013)
- Hawaii Life (2013)
- Treehouse Masters (2013)
- Caribbean Life (2014)
- Lakefront Bargain Hunt (2014)
- Tiny House Hunters (2014)
- My Lottery Dream Home (2015)
- Home Town (2016)
- Mexico Life (2016)
- Boise Boys (2017)
- Hidden Potential (2017)
- 100 Day Dream Home (2019)
- Christina on the Coast (2019)
- Rock the Block (2019)
- Celebrity IOU (2020)
- Bargain Block (2021)
- Married to Real Estate (2022)
- Ugliest House in America (2022)
- Down Home Fab (2023)
- Renovation Wild (2023)
- Lakefront Empire (2024)
- Renovation Aloha (2024)
- Zillow Gone Wild (2024)

### Beëindigd
- Fixer Upper (2013-2018)
- Good Bones (2016-2024)
- Battle on the Beach (2021-2024)
- Home Town Takeover (2021)